# Magnoliids
Magnoliids (ili Magnoliidae ili Magnolianae) je klada cvetajućih biljki. Sa više od 10.000 vrsta, uključujući magnolije, muškatni oraščić, lovor, cimet, avokado, crni biber, stablo lala i mnoge druge, to je treća po veličini grupa skrivenosemeniaca posle eudikota i monokota. Grupu karakterišu trimerni cvetovi, polen sa jednom porom i obično razgranati listovi.
Neki članovi potklase spadaju među najranije skrivenosemenice i dele anatomske sličnosti sa golosemenicama poput prašnika koji podsećaju na muške šišarke četinara i plodova koji se nalaze na dugoj osi cvetanja.

## Spoljašnje veze
- Tree of Life Magnoliids